# Kypello Ellados 1982-1983
La Coppa di Grecia 1982-1983 è stata la 41ª edizione del torneo. La competizione è terminata il 29 giugno 1983. Il AEK Atene ha vinto il trofeo per la nona volta, battendo in finale il PAOK.

## Primo turno
| Squadra 1                | Risultato         | Squadra 2            |
| ------------------------ | ----------------- | -------------------- |
| Eolikos Mytilenes        | 2 – 0             | Īlisiakos            |
| Īraklīs                  | 3 – 0             | PAS Giannina         |
| Paniōnios                | 4 – 0             | Florina              |
| Panarkadikos             | 1 – 1 (3 – 5 dtr) | Ethnikos Pireo       |
| Eordaikos                | 1 – 0             | Agrotikos Asteras    |
| Toxotis Volos            | 1 – 2             | AO Chania            |
| Apollōn Kalamarias       | 2 – 1 (dts)       | Pierikos             |
| Diagoras                 | 1 – 0             | Olympiakos Loutraki  |
| Atromītos                | 3 – 0             | Preveza              |
| OFI Creta                | 6 – 0             | Levadeiakos          |
| Korinthos                | 0 – 1             | Kavala               |
| Odysseas Kordelio        | 1 – 0 (dts)       | Thiva                |
| Arīs Salonicco           | 5 – 0             | Nikī Volo            |
| Almopos Arideas          | 0 – 0 (6 – 5 dtr) | Panaitōlikos         |
| Kastoria                 | 7 – 4             | Chalkis              |
| Doxa Dramas              | 2 – 1             | Makedonikos          |
| Langada                  | 1 – 2             | Panathīnaïkos        |
| Vyzas                    | 1 – 0             | Atromitos Pireo      |
| Egaleo                   | 2 – 1             | Ethnikos Asteras     |
| Panīleiakos              | 1 – 1 (3 – 0 dtr) | Larissa              |
| Kilkisiakos              | 1 – 2             | AEK Atene            |
| Nikea                    | 1 – 1 (1 – 3 dtr) | Irodotos             |
| Athīnaïkos               | 0 – 1             | Proodeftikī          |
| Panachaïkī               | 2 – 0             | Apollōn Smyrnīs      |
| Fostiras                 | 3 – 1 (dts)       | Alexandroupoli       |
| Lamia                    | 2 – 0             | Panelefsiniakos      |
| GAS Veria                | 2 – 1             | Anagennīsī Giannitsa |
| Olympiacos               | 2 – 0             | Acaia                |
| Panaigialeios            | 0 – 2             | Panserraïkos         |
| Anagennīsī Epanomī       | 1 – 1 (2 – 4 dtr) | Naoussa              |
| Panargeiakos             | 2 – 1             | Edessaïkos           |
| Ethnikos Alexandroupolis | 1 – 0             | Panthrakikos         |
| PAOK                     | 7 – 0             | Anagennīsī Karditsa  |
| Trikala                  | 1 – 1 (6 – 5 dtr) | Acharnaïkos          |
| Olympiakos Volos         | 3 – 1             | Kallithea            |
| Kozani                   | 3 – 2             | Ionikos              |
| Rodos                    | 3 – 0             | Skoda Xanthi         |

## Turno addizionale
| Squadra 1         | Risultato         | Squadra 2        |
| ----------------- | ----------------- | ---------------- |
| Odysseas Kordelio | 0 – 0 (4 – 1 dtr) | Kavala           |
| Panachaïkī        | 3 – 0             | Olympiakos Volos |
| Almopos Arideas   | 0 – 3             | PAOK             |
| Vyzas             | 3 – 2 (dts)       | Ethnikos Pireo   |
| Panīleiakos       | 1 – 2             | Naoussa          |

## Sedicesimi di finale
| Squadra 1                | Risultato         | Squadra 2          |
| ------------------------ | ----------------- | ------------------ |
| Ethnikos Alexandroupolis | 2 – 0             | Atromītos          |
| Odysseas Kordelio        | 2 – 1             | Apollōn Kalamarias |
| Irodotos                 | 3 – 2 (dts)       | GAS Veria          |
| Vyzas                    | 1 – 3             | PAOK               |
| Olympiacos               | 7 – 2             | AO Chania          |
| Īraklīs                  | 2 – 1             | Arīs Salonicco     |
| Panargeiakos             | 2 – 0             | Eordaikos          |
| Proodeftikī              | 4 – 0             | Diagoras           |
| Naoussa                  | 1 – 4             | Doxa Dramas        |
| Panachaïkī               | 3 – 0             | Fostiras           |
| Kastoria                 | 6 – 1             | Eolikos Mytilenes  |
| OFI Creta                | 0 – 1             | Panathīnaïkos      |
| Rodos                    | 3 – 2             | Trikala            |
| AEK Atene                | 4 – 2             | Panserraïkos       |
| Kozani                   | 1 – 1 (5 – 3 dtr) | Paniōnios          |
| Egaleo                   | 3 – 1             | Lamia              |

## Ottavi di finale
| Squadra 1                | Totale      | Squadra 2         | Andata | Ritorno     |
| ------------------------ | ----------- | ----------------- | ------ | ----------- |
| Panargeiakos             | 2 - 2 (gfc) | Odysseas Kordelio | 1 – 0  | 1 - 2       |
| Kozani                   | 1 - 5       | Panachaïkī        | 0 – 2  | 1 - 3       |
| Īraklīs                  | 4 - 2       | Kastoria          | 1 – 0  | 3 - 2       |
| Ethnikos Alexandroupolis | 0 - 6       | PAOK              | 0 – 2  | 0 - 4       |
| Panathīnaïkos            | 1 - 4       | Olympiacos        | 1 – 0  | 0 - 4 (dts) |
| Egaleo                   | 0 - 2       | Rodos             | 0 – 0  | 0 - 2       |
| Doxa Dramas              | 3 - 4       | Proodeftikī       | 2 – 1  | 1 - 3 (dts) |
| AEK Atene                | 9 - 1       | Irodotos          | 3 – 1  | 6 - 0       |

## Quarti di finale
| Squadra 1    | Totale | Squadra 2   | Andata | Ritorno           |
| ------------ | ------ | ----------- | ------ | ----------------- |
| AEK Atene    | 3 - 1  | Olympiacos  | 2 – 1  | 1 - 0             |
| Panargeiakos | 0 - 3  | PAOK        | 0 – 1  | 0 - 2 a tav.      |
| Panachaïkī   | 2 - 10 | Īraklīs     | 0 – 3  | 2 - 7             |
| Rodos        | 2 - 2  | Proodeftikī | 1 – 1  | 1 - 1 (4 – 1 dtr) |

## Semifinali
| Squadra 1 | Totale      | Squadra 2 | Andata | Ritorno |
| --------- | ----------- | --------- | ------ | ------- |
| Īraklīs   | 3 - 3 (gfc) | AEK Atene | 3 – 1  | 0 - 2   |
| PAOK      | 3 - 0       | Rodos     | 2 – 0  | 1 - 0   |

## Finale
| Arbitro: | Antonis Vasaras (Salonicco) |

|                        |           |  |
| Mavros 27’ Vlachos 90’ | Marcatori |  |